# Labin (Prgomet)
Labin falu Horvátországban Split-Dalmácia megyében. Közigazgatásilag Prgomethez tartozik.

## Fekvése
Splittől légvonalban 19, közúton 33 km-re északnyugatra, Trogirtól légvonalban 8, közúton 13 km-re északra, Dalmácia középső részén a Zagorán, Trogir előterében fekszik.

## Története
Labin környékén már a történelem előtti időben éltek emberek. Erről tanúskodnak az erődített települések maradványai és a nagy számú halomsír. A 7. században a Bizánci Birodalom fennhatósága alatt állt ez a terület, amikor avar-szláv támadás érte. Ennek eredményeképpen elesett a térség akkori legnagyobb városa Salona is. A dalmát Zagora termékeny földjén új lakosság, a mai horvátok ősei telepedtek le, akik magukba olvasztották az itt talált romanizált lakosságot. Egyházilag e vidék a spliti érsekség alá tartozott, a missziós munkát a bencés szerzetesek végezték. A horvát nemzeti királyok idejében e terület lakossága viszonylagos nyugalomban élt. Zvonimir király a Zagorán több birtokot adományozott az érsekségnek, köztük Labin (Albona), Radošić (Radosich) és Zmina (Smina, Muć) várait, melyek maradványai ma is megtalálhatók. 18. században Suhi Dolac, Radošić és Trolokve települések híveivel együtt Labin is a prgometi plébániához tartozott. 1797-ben a Velencei Köztársaság megszűnésével a település a Habsburg Birodalom része lett. 1806-ban Napóleon csapatai foglalták el és 1813-ig francia uralom alatt állt. Napóleon bukása után ismét Habsburg uralom következett, mely az első világháború végéig tartott. 1857-ben 508, 1910-ben 764 lakosa volt. Az I. világháború után rövid ideig az Olasz Királyság, ezután a Szerb-Horvát-Szlovén Királyság, majd Jugoszlávia része lett. A második világháború idején olasz csapatok szállták meg. Lakossága 2011-ben 97 fő volt, akik főként mezőgazdaságból (szőlő, olíva) éltek és a prgometi plébániához tartoztak.

## Lakosság
| Lakosság változása | Lakosság változása | Lakosság változása | Lakosság változása | Lakosság változása | Lakosság változása | Lakosság változása | Lakosság változása | Lakosság változása | Lakosság változása | Lakosság változása | Lakosság változása | Lakosság változása | Lakosság változása | Lakosság változása | Lakosság változása |
| ------------------ | ------------------ | ------------------ | ------------------ | ------------------ | ------------------ | ------------------ | ------------------ | ------------------ | ------------------ | ------------------ | ------------------ | ------------------ | ------------------ | ------------------ | ------------------ |
| 1857               | 1869               | 1880               | 1890               | 1900               | 1910               | 1921               | 1931               | 1948               | 1953               | 1961               | 1971               | 1981               | 1991               | 2001               | 2011               |
| 508                | 471                | 536                | 617                | 694                | 764                | 1.100              | 881                | 762                | 769                | 733                | 497                | 276                | 173                | 102                | 97                 |

## Nevezetességei
- Labin (Albona) vára Giljanovići településrésztől délre, az 514 méter magas Gradina nevű magaslaton állt. A vár valószínűleg az i. e. 8. és az i. e. 6. század közötti időben épült erődített településként kötőanyag nélkül rakott falakkal. Később a rómaiak, a bizánciak, majd a horvátok is megerősítették. Zvonimir király a 11. században a spliti érsekségnek adta. További sorsa ismeretlen. Ma már csak igen csekély nyomai láthatók a Gradina-hegy csúcsán. Hasonló erődített település állt a település határában Jurići településrész felett is.[6]
- Szent Szilveszter pápa tiszteletére szentelt temploma amint azt a bejárat feletti bevésett felirat is mutatja 1870-ben épült a korábban leégett templom helyén. Külső formája megegyezik a prgometi plébániatemplommal, egyhajós épület meghosszabbított szentéllyel, félköríves apszissal. Főoltára márványból készült, oltárképe Szilveszter pápát a Kármelhegyi boldogasszony társaságában ábrázolja. A templomban található még a Kármelhegyi boldogasszony szobra (tiroli munka) és a Kisboldogasszony képe, valamint Szent Jeromos és Szent József  képei (utóbbiak másolatok). A falon egy régi, fából faragott feszület is látható.[3]